# 蒸し煮

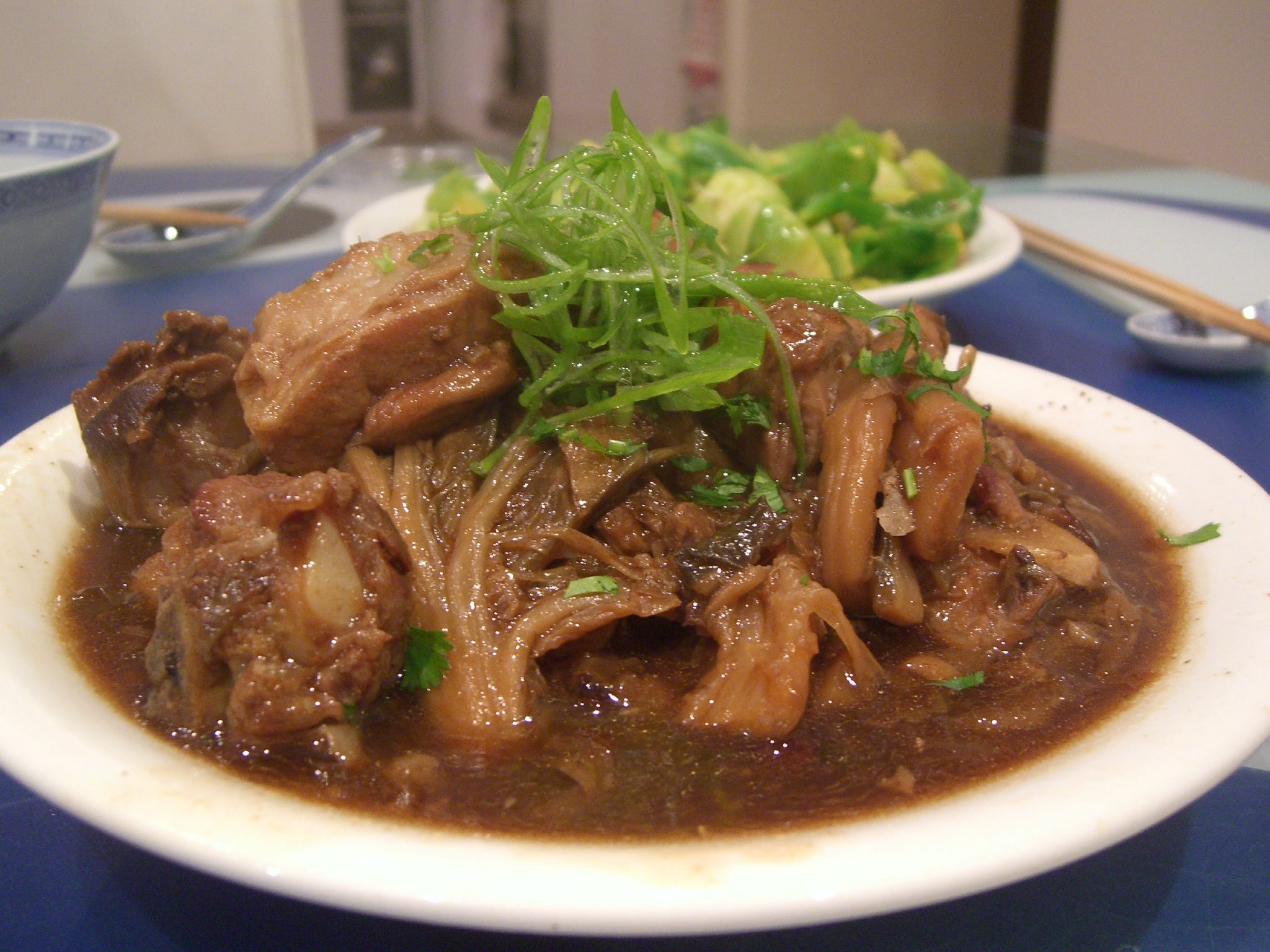
豚スペアリブの蒸し煮カラシナ添え

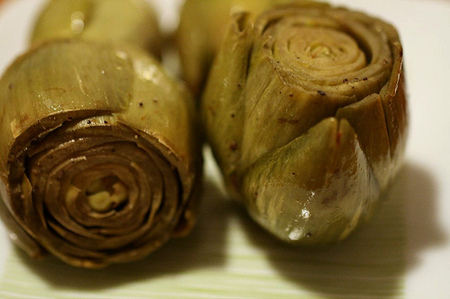
ベビーアーティチョークの蒸し煮

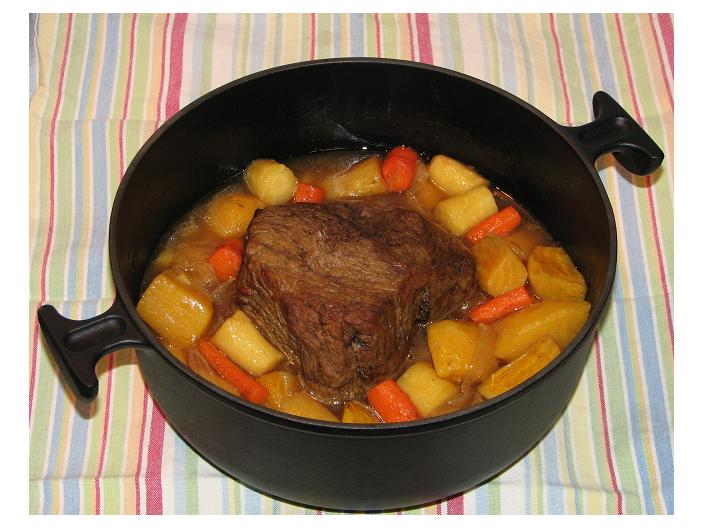
ポットロースト

蒸し煮（むしに）、またはブレイズ（仏: braiseより）は、水分の有無両方を組み合わせた加熱調理法である。最初に食材を高温で焼き目を付け、鍋で煮詰めて仕上げて風味をつける。肉の蒸し煮は「ポットロースト」 (Pot roast) とも呼ばれるが、水分を加えるか否かで区別をする専門家もいる。

## 方式
蒸し煮は、加熱、時間、および水分により肉のコラーゲン結合組織を分解する調理法であり、固い肉の料理に適している。コック・オ・ヴァンなどの多くの伝統的な蒸し煮料理は、固くて食べにくい食材の調理法として考案された。圧力鍋やスロークッカーは蒸し煮の方式である。

## 調理手順
蒸し煮のほとんどは同一の基本的な手順に従う。蒸し煮する食材（肉、家禽だけでなく野菜やキノコも）の表面を焼いて風味を引き立たせる。食材自身から十分な水分が得られない場合は、小量の水分を鍋にストックと共に加える。水分にはトマト、ビール、ワインなど、酸を含むものが多い。料理は肉がフォークで切れるほど柔らかくなるまで、とろ火で煮る。煮汁でソースやグレイビーを作る場合が多い。
水分を多く含む食材（特に野菜）は、追加の水分を加えることなく調理できる。
蒸し煮に成功すると調理する食材の風味と煮汁が混ざり合う。この調理法は肉のコラーゲンからゼラチンを煮汁に溶かし出し、豊かな味とコクを加える。蒸し煮は、固く安価な肉を食材に使えるため経済的であり、1つの鍋で全ての調理ができるため効率的である。

### バーベキュー・ブレイズ
グリルの上に置いた鍋で肉をブレイズすることができる。ガスまたは電気グリルが、表面を直に焼いて鍋でブレイズする「バーベキュー・ブレイズ」に最適である。グリルでブレイズするには、グリルの上に鍋を置いて蓋をし、数時間煮込む。バーベキュー・ブレイズには2つの利点がある。第一に、この料理法ではブレイズの前にグリルで直接肉に焼き目をつけることができる。第二に、肉にソースで照りを付け、ブレイズの後に直火で仕上げることができる。効率的に3回肉を調理することにより、骨から落ちるほど柔らかく肉を調理できる。

## 蒸し煮料理
特になじみの蒸し煮料理には、ポットロースト、シチュー、スイスステーキ (Swiss steak) 、カチャトーラ、グヤーシュ、カルボナード、コック・オ・ヴァン、ザウアーブラーテン、ブッフ・ブルギニョン、モロッコのタジン鍋がある。蒸し煮はアジアの料理で広く、特に中華料理で用いられ、煮汁として醤油が使用される。